# Station Northfleet
Northfleet is een spoorwegstation van National Rail in Northfleet, Gravesham in Engeland. Het station is eigendom van Network Rail en wordt beheerd door Southeastern. Het station is geopend in 1849.